# Rue d'Alspach
La rue d'Alspach est une voie de la commune française de Colmar.

## Situation et accès
Cette voie de circulation, d'une longueur de 140 m, se trouve dans le quartier centre.
On y accède par les rues Vauban et des Laboureurs.
Cette voie n'est pas desservie par les bus de la TRACE.